# Grabniak (województwo lubelskie)
Grabniak – wieś w Polsce położona w województwie lubelskim, w powiecie włodawskim, w gminie Urszulin.
Wieś położona nad jeziorem Rotcze na Pojezierzu Łęczyńsko-Włodawskim, posiada dwie plaże z pomostami. Przy plaży ośrodek wypoczynkowy, dawniej harcerski, obecnie także ogólnodostępny. Istniejący plan zagospodarowania przestrzennego umożliwia zabudowę letniskową.
| SIMC    | Nazwa       | Rodzaj    |
| ------- | ----------- | --------- |
| 0108878 | Za Jeziorem | część wsi |

W latach 1975–1998 miejscowość administracyjnie należała do województwa chełmskiego.
Wieś jest sołectwem w gminie Urszulin. Według Narodowego Spisu Powszechnego z roku 2011 wieś liczyła 155 mieszkańców.
Miejscowość podlega rzymskokatolickiej parafii Chrystusa Miłosiernego w Urszulinie.